# Casa América Cataluña
Casa América Cataluña (Casa Amèrica Catalunya, en su denominación oficial en catalán) es una fundación catalana creada para generar, impulsar, difundir e intercambiar conocimientos de las realidades culturales, económicas e históricas de los diferentes países de la América Latina con el fin de fortalecer y ampliar las relaciones entre la comunidad iberoamericana y Cataluña. Se considera descendiente de la Casa de América de Barcelona, fundada en 1911, y a la vez heredera del Instituto Catalán de Cooperación Iberoamericana. Su sede se encuentra en la calle Córcega de Barcelona.

## Actividades
Su campo de actuación se organiza en cinco áreas preferentes: audiovisuales, literatura, exposiciones, espacios de debate y conferencias. También dispone de un Centro de Documentación con biblioteca, videoteca y archivos documentales, y cada curso académico gestiona 225 becas para estudiantes de todo el mundo, convocadas por la Agencia Española de Cooperación Internacional para el Desarrollo (AECID). También destina dinero para ayudas a proyectos de colaboración para el desarrollo en América Latina.

## Historia
La fundación tiene su origen en las diversas sociedades americanistas fundadas en Barcelona a comienzos del siglo XX, como la Sociedad Libre de Estudios Americanistas, creada en 1910, la Casa de América de Barcelona, inaugurada en abril de 1911, y el Instituto de Estudios Hispánicos de Barcelona (IEHB) fundado en 1948.
La Casa de América de Barcelona, que en 1927 cambió el nombre por el de Instituto de Economía Americana, fue la que tuvo mayor duración y prestigio, impulsada por Francisco Cambó y Rafael Vehils. Estaba asociada a la Unión de Asociaciones Internacionales de Bruselas y poco antes de estallar la crisis de 1929 conformó un Superior Patronato de Cámaras y Asociaciones Americanas que incluso recibió el apoyo del Presidente de la Generalidad de Cataluña Francesc Macià. Sin embargo, después de la guerra civil española se desvaneció a causa del exilio de sus promotores, y su importancia la asumió el Instituto de Estudios Hispánicos de Barcelona (IEHB).
El IEHB fue inaugurado aprovechando las conmemoraciones del 12 de octubre de 1949, a instancias de Manuel Fraga Iribarne, quien entonces gestionaba el Instituto de Cultura Hispánica en Madrid, entidad que organizaba el premio de poesía Juan Boscán. Esta nueva entidad era orientada directamente por el régimen franquista y entre otras actividades que impulsó se encuentran:
- 1952 - Inauguración del Colegio Mayor Hispanoamericano Fray Junípero Serra, que acogía estudiantes universitarios latinoamericanos
- Desarrolló cursos de verano con la Universidad de Barcelona
- Promocionó la fundación de la Federación de Estudiantes Iberoamericanos en Barcelona
- 1960 - Impulsa contactos entre empresarios catalanes y latinoamericanos mediante las Conversaciones Comerciales Iberoamericanas

En 1968 cambió su nombre por el de Instituto Catalán de Cultura Hispánica, catalanizado en 1979 como Institut Català de Cooperació Iberoamericana (ICCI). En 1980 la Casa de América de Barcelona se domicilia en la sede del ICCI.
En 1980 el ICCI coordinó la primera exposición itinerante para América sobre la realidad de Cataluña, al tiempo que organizaba el Primer Encuentro de Casals Catalans, de tal manera que promocionaba la cultura latinoamericana en Cataluña y al mismo tiempo mantenía la relación con los catalanes de América a través de conferencias, jornadas de debate, encuentros y ciclos de cine. En 2005 se crea Fundación Casa América Cataluña, y en 2006 el ICCI se integra en esta nueva entidad que recupera la tradición americanista de la Casa de América de Barcelona, cuyo patronato está constituido por el Ayuntamiento de Barcelona, la Generalidad de Cataluña y la AECID.
En 2011, en el centenario de su fundación originaria, la Generalitat de Catalunya le otorgó la Cruz de Sant Jordi por haber forzado "vínculos culturales, sociales y económicos entre nuestro país y América Latina, mediante sus múltiples actividades, la gestión de becas y ayudas a proyectos de colaboración para el desarrollo".